# Jules Lapierre
Jules Lapierre (* 2. Januar 1996 in Grenoble) ist ein französischer Skilangläufer.

## Werdegang
Lapierre nahm von 2012 bis 2016 an U18 und U20-Rennen im Alpencup teil. Dabei belegte er in der Saison 2013/14 den zweiten Platz und in der Saison 2015/16 den ersten Platz in der U20-Gesamtwertung. Beim Europäischen Olympischen Winter-Jugendfestival 2013 in Brașov errang er den 32. Platz im Sprint, den 21. Platz über 7,5 km klassisch und den 12. Platz über 10 km Freistil. Bei den nordischen Junioren-Skiweltmeisterschaften 2014 im Val di Fiemme holte er die Silbermedaille mit der Staffel. Zudem kam er dort auf den 14. Platz im Skiathlon und auf den vierten Rang über 10 km klassisch. Im folgenden Jahr gewann er bei den nordischen Junioren-Skiweltmeisterschaften in Almaty erneut die Silbermedaille mit der Staffel. In den Einzelrennen wurde er dort Zehnter über 10 km Freistil und Siebter im Skiathlon. Bei den nordischen Junioren-Skiweltmeisterschaften 2016 in Râșnov holte er die Bronzemedaille mit der Staffel. Zu Beginn der Saison 2016/17 startete er in Valdidentro erstmals im Alpencup und belegte dabei den 18. Platz über 15 km klassisch. Im weiteren Saisonverlauf kam er zehnmal unter die ersten Zehn, darunter Platz drei über 15 km Freistil in St. Ulrich am Pillersee und erreichte damit den vierten Platz in der Gesamtwertung des Alpencups. Bei den U23-Weltmeisterschaften 2017 in Soldier Hollow wurde er Siebter über 15 km Freistil und Vierter im Skiathlon. Zu Beginn der Saison 2016/17 debütierte er in Lillehammer im Weltcup. Dabei holte er mit dem 25. Platz im Skiathlon seine ersten Weltcuppunkte. Bei den U23-Weltmeisterschaften 2018 in Goms gewann er die Silbermedaille im Skiathlon und errang zudem den sechsten Platz über 15 km klassisch. Im Februar 2018 lief er bei den Olympischen Winterspielen in Pyeongchang auf den 15. Platz im Skiathlon.
In der Saison 2018/19 belegte Lapierre den 22. Platz beim Lillehammer Triple, den 14. Rang bei der Tour de Ski 2018/19 und den 31. Platz beim Weltcupfinale in Québec und errang damit den 36. Platz im Gesamtweltcup. Bei den U23-Weltmeisterschaften 2019 in Lahti holte er die Goldmedaille über 15 km Freistil. Beim Saisonhöhepunkt, den Nordischen Skiweltmeisterschaften 2019 in Seefeld in Tirol, lief er auf den 24. Platz über 15 km klassisch und auf den 19. Rang im Skiathlon. In der Saison 2020/21 errang er den 20. Platz bei der Tour de Ski 2021 und holte bei den Nordischen Skiweltmeisterschaften 2021 in Oberstdorf die Bronzemedaille mit der Staffel. Zudem lief er dort auf den 16. Platz im Skiathlon. Im folgenden Jahr kam er bei den Olympischen Winterspielen in Peking auf den 15. Platz im 50-km-Massenstartrennen und auf den 14. Rang im Skiathlon.

## Teilnahmen an Weltmeisterschaften und Olympischen Winterspielen

### Olympische Spiele
- 2018 Pyeongchang: 15. Platz 30 km Skiathlon
- 2022 Peking: 14. Platz 30 km Skiathlon, 15. Platz 50 km Freistil Massenstart

### Nordische Skiweltmeisterschaften
- 2019 Seefeld in Tirol: 18. Platz 30 km Skiathlon, 24. Platz 15 km klassisch
- 2021 Oberstdorf: 3. Platz Staffel, 16. Platz 30 km Skiathlon
- 2023 Planica: 4. Platz Staffel, 8. Platz 30 km Skiathlon, 16. Platz 15 km Freistil
- 2025 Trondheim: 4. Platz Staffel, 19. Platz 20 km Skiathlon, 20. Platz 50 km Freistil Massenstart

## Etappensiege bei Weltcuprennen
| Nr. | Datum          | Ort           | Disziplin                  | Rennen              |
| --- | -------------- | ------------- | -------------------------- | ------------------- |
| 1.  | 7. Januar 2024 | Val di Fiemme | 10 km Freistil Massenstart | Tour de Ski 2023/24 |

## Platzierungen im Weltcup

### Weltcup-Statistik
Die Tabelle zeigt die erreichten Platzierungen im Einzelnen.
- 1.–3. Platz: Anzahl der Podiumsplatzierungen
- Top 10: Anzahl der Platzierungen unter den ersten zehn
- Punkteränge: Anzahl der Platzierungen innerhalb der Punkteränge
- Starts: Anzahl gelaufener Rennen in der jeweiligen Disziplin
- Hinweis: Bei den Distanzrennen erfolgt die Einordnung gemäß FIS.

| Platzierung               | Distanzrennen a | Distanzrennen a | Distanzrennen a | Distanzrennen a | Distanzrennen a | Skiathlon Verfolgung | Sprint | Etappen- rennen b | Gesamt | Team   | Team    |
| Platzierung               | ≤ 5 km          | ≤ 10 km         | ≤ 15 km         | ≤ 30 km         | > 30 km         | Skiathlon Verfolgung | Sprint | Etappen- rennen b | Gesamt | Sprint | Staffel |
| ------------------------- | --------------- | --------------- | --------------- | --------------- | --------------- | -------------------- | ------ | ----------------- | ------ | ------ | ------- |
| 1. Platz                  |                 | 1               |                 |                 |                 |                      |        |                   | 1      |        |         |
| 2. Platz                  |                 |                 |                 |                 |                 |                      |        |                   |        |        |         |
| 3. Platz                  |                 | 1               |                 | 1               |                 |                      |        |                   | 2      |        |         |
| Top 10                    |                 | 4               | 1               | 4               |                 | 1                    |        | 2                 | 12     |        | 3       |
| Punkteränge               |                 | 15              | 15              | 12              | 1               | 13                   |        | 5                 | 61     |        | 5       |
| Starts                    |                 | 18              | 25              | 13              | 2               | 17                   | 14     | 6                 | 95     |        | 5       |
| Stand: Saisonende 2024/25 |                 |                 |                 |                 |                 |                      |        |                   |        |        |         |

### Weltcup-Gesamtplatzierungen
| Saison  | Gesamt | Gesamt | Distanz | Distanz |
| Saison  | Punkte | Platz  | Punkte  | Platz   |
| ------- | ------ | ------ | ------- | ------- |
| 2017/18 | 12     | 126.   | 12      | 83.     |
| 2018/19 | 198    | 36.    | 108     | 32.     |
| 2019/20 | -      | -      | -       | -       |
| 2020/21 | 123    | 44.    | 79      | 36.     |
| 2021/22 | 14     | 118.   | 14      | 68.     |
| 2022/23 | 562    | 28.    | 373     | 22.     |
| 2023/24 | 738    | 28.    | 540     | 21.     |
| 2024/25 | 312    | 55.    | 312     | 27.     |